# Верхня Мала Салья
Верхня Мала Са́лья (рос. Верхняя Малая Салья, удм. Починка) — починок у складі Кіясовського району Удмуртії, Росія.
Населення — 141 особа (2010; 185 у 2002).
Національний склад:
- удмурти — 94 %